# عصر شکوفایی منطق
عصر شکوفایی یا عصر شرح، بسط و نظریه‌پردازی با ظهور ابن سینا آغاز می‌شود. ابن سینا با نگارش منطق الشفاء و بخش منطق الاشارات و التنبیهات، هم منطق ارسطو و شارحانش را کاملاً شرح و بسط داده و هم ابتکاراتی ارائه کرده‌است. ابن سینا در آغاز منطق شفا اشاره می‌کند که در این کتاب اسرار و لطایفی را وارد کرده که کتابهای موجود از آن خالی است.
گرچه با مقایسه آثار منطقی فارابی و ابن سینا قاطعانه می‌توان گفت آراء فارابی در ابن سینا نافذ بوده‌است، وقتی حجم وسیع مطالب منطقی ابن سینا را با مباحث منطقی فارابی مقایسه می‌کنیم و تازه‌های تحقیقی ای که ابن سینا در ابتدای مدخل الشفاء بدان اشاره کرده‌است و به ویژه آنچه در الاشارات و التنبیهات آورده‌است، بررسی می‌کنیم، روشن می‌شود که واقعاً ابن سینا را باید پرچمدار تحول در منطق اسلامی دانست. این تحول، هم در ساختار منطق است و هم در محتوای آن. ابن سینا با متحول ساختن منطق در دو ساحت ساختار و محتوا منطق دانان پس از خود را تحت تأثیر منطق خویش قرار داده‌است.

## تغییر در ساختار
ابن سینا در بعضی از آثارش، به ویژه منطق الشفاء مباحث منطقی را بر اساس منطق ارسطویی تنظیم و بر همان اساس مشی کرده‌است؛ اما در بعضی دیگر از آثارش، به ویژه در الاشارات و التنبیهات، احتمالاً تحت تأثیر فارابی، مباحث منطقی را سامانی دیگر بخشیده‌است. منطق ارسطویی در کل دو هدف اساسی را پی می‌جوید: یکی تعریف، تا از این طریق بخشی از مجهولات تصوری معلوم شود؛ و دیگری استنتاج، تا بخشی از مجهولات تصدیقی معلوم گردد. اصول روشهای رسیدن به این دو هدف در بخش تحلیلات ثانیه، یعنی کتاب برهان منطق ارسطو آمده‌است؛ از این روی شیخ الرئیس تصریح می‌کند که کتاب برهان مشتمل بر دو کتاب حد و برهان است. این دو هدف به صراحت در آثار فارابی و ابن سینا مطرح شده‌است.
پس از ابن سینا منطق دانان مسلمان در تدوین مباحث منطقی به دو دسته کلی تقسیم شده‌اند: یک دسته، آنها که همچنان به روش گذشته مباحث منطقی را دسته‌بندی کرده و مباحث تعریف را در بخش برهان آورده‌اند؛ مانند لوکری در بیان الحق بضمان الصدق، بهمنیار در التحصیل و محقق طوسی در اساس الاقتباس و در منطق التجرید؛ و دسته ای دیگر، مباحث تعریف را پیش از بخش قضایا مطرح کرده‌اند، مانند ابن حزم اندلسی در التقریب لحد المنطق، بغدادی در المعتبر، سهروردی در حکمة الاشراق، فخررازی در منطق الملخص، خونجی در کشف الاسرار، ارموی در مطالع الانوار و در بیان الحق و لسان الصدق، دبیران کاتبی در الشمسیة، ابهری در تنزیل الافکار و تفتازانی در تهذیب المنطق.
ابن سینا آغازگر تحولی دیگر در ساختار منطق شده‌است که در قرن‌های اخیر با عنوان استدلالهای مباشر شناخته می‌شود. در بخش سوم منطق ارسطویی با عنوان «باری ارمیناس» یا «العبارة» از قضایا بحث می‌شود. این بخش زمینه‌سازی برای بخش چهارم با عنوان «تحلیل اولی» یا «قیاس» و ملحقات آن است. نتایجی که از قیاس به دست می‌آید در واقع لوازم قضایایی هستند که با هم ترکیب شده‌اند و هریک از آن قضایا را مقدمه می‌نامند. پس نتیجه قیاس از لوازم ترکیبی قضایاست، نه از لوازم انفرادی آنها؛ اما منطق دانان متوجه شده‌اند که قضایا به تنهایی نیز لوازمی دارند. کیک از این لوازم عکس مستوی است. ارسطو و به تبع او فارابی و شیخ الرئیس در الشفاء آن را در مبحث قیاس مطرح کرده‌اند،ولی همانگونه که ارسطو در «باری ارمیناس» یا «قضیه» مبحث «تقابل القضایا بالتناقض و التضاد» را مطرح کرده‌است، سزاوار بود که بحث از عکس نیز در همین مبحث مطرح می‌شد، یا هر دو در مبحث مستقلی مطرح می‌شدند؛ زیرا مبحث عکس از لوازم قیاس نیست، بلکه از لوازم قضیه است؛ اما ابن سینا در نهج پنجم الاشارات و التنبیهات پس از مبحث قضایا بحث تناقض قضایا و ملحقات آن و بحث عکس مستوی را یک جا مطرح می‌کند و مبحث قیاس را در نهج هفتم می‌آورد. مستقل کردن بحث عکس از بحث قیاس به دست ابن سینا کانون توجه منطق دانان بعدی قرار گرفت. از این روی، غزالی ذیل عنوان «احکام القضایا و اقسامها» این چهار بحث را گنجانده‌است:
1. تقسیم قضایا به شخصیه، مهمله و محصوره؛
2. جهات القضایا؛
3. تناقض القضایا؛
4. عکس مستوی.

ظاهراً فخر رازی برای نخستین بار با عنوان «احکام القضایا» صریحاً مدعی می‌شود این عنوان شامل تناقض، عکس مستوی و عکس نقیض می‌شود. می‌توان گفت دبیران کاتبی تحت تأثیر فخر رازی ذیل عنوان «احکام قضایا» مباحث تناقض در قضایا، عکس مستوی، عکس نقیض و لوازم الشرطیات را گرد آورده‌است. هم‌زمان ابن کمونه و سپس قطب الدین شیرازی همین مباحث را همراه با ملحقات تناقض، ذیل عنوان «لوازم القضیة عند انفرادها» آورده‌اند. محقق طوسی افزون بر مباحث فوق مباحثی مانند مناط صدق و کذب شرطیات را ذیل عنوان «احوال القضایا» گنجانده‌است. بنابراین هر حکمی به قضیه مفرد بازگردد، ذیل عنوان «احکام قضایا» قرار می‌گیرد. از این روی، مرحوم مظفر مباحث «تقض المحمول»، «نقض الموضوع» و «نقض الطرفین» را نیز در احکام قضایا درج کرده‌است. این تحولی است در ساختار منطق مسلمانان که آغازگر آن ابن سیناست.